# Амбросова Леся
Леся Амбросова — бандуристка з Києва.

## Життєпис
Була асистенткою-стажистом Національної музичної Академії (клас професора Сергія Баштана).
На другому Міжнародному конкурсі виконавців на українських народних інструментах ім. Г. Хоткевича (20-30 квітня 2001) в Харкові отримала другу премію в номінації бандуристка-співачка.